# Toquí de Seebohm
El toquí de Seebohm (Atlapetes seebohmi) és una espècie d'ocell en la família dels passerèl·lids (Passerellidae).

## Descripció
Mesura uns 19 cm. És en general gris amb el centre del ventre blanc. Els costats del cap són gris-negre amb una corona bruna que s'estén fins al clatell. La gola és blanca. S'alimenta en matolls andíns, boscos nans i el sotabosc de les vores del bosc. No té cap taca blanca a l'ala. És similar al toquí alablanc (Atlapetes leucopterus) però es distingeix per tenir una corona bruna-rogenca, una mida més gran i la manca de la taca blanca a l'ala. Mai no mostra taques blanques al cap.

## Hàbitat i distribució
És endèmica de l'Equador i del Perú. L'hàbitat són boscos secs subtropicals o tropicals i montans humits subtropicals o tropicals del vessant oest dels Andes del nord en elevacions que oscil·len entre 1150 i 2800 m.

## Taxonomia
IOC, ITIS i Howard & Moore reconeixen dues subespècies:
- A. s. simonsi (Sharpe, 1900) sud-oest d'Equador.
- A. s. seebohmi (Taczanowski, 1883) nord-oest i centre oest Perú.

Tanmateix, Clements i HBW and BirdLife International (2023) consideren una tercera subespècie:
- Atlapetes seebohmi celicae (Chapman, 1925) als Andes del sud d'Equador.

que les primeres autoritats citades la inclouen dins A. s. simonsi ja que les consideren coespecífiques.

## Etimologia
El nom «Atlapetes» deriva del grec antic “Atles” que en la mitologia grega va ser un tità que va ser convertit en una muntanya. «Pets» deriva també del grec antic i significa “ocell”. L'epítet «seebohmi » és en honor a l'ornitòleg Henry Seebohm.